# Kalena
Kalena (nep. कलेना) – gaun wikas samiti w zachodniej części Nepalu w strefie Seti w dystrykcie Doti. Według nepalskiego spisu powszechnego z 2001 roku liczył on 455 gospodarstw domowych i 2420 mieszkańców (1196 kobiet i 1224 mężczyzn).